# Wilhelm Cavallar von Grabensprung

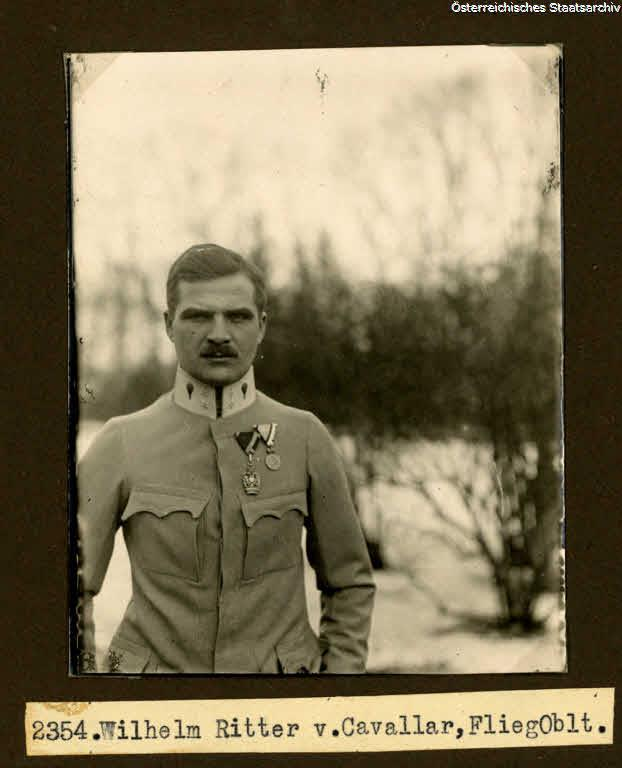
Wilhelm Cavallar von Grabensprung

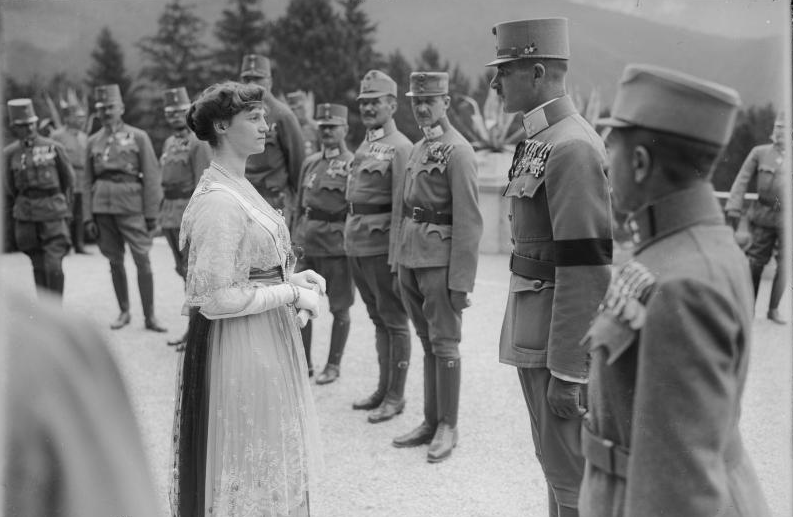
Bei der Verleihung des Maria-Theresien-Ordens 1918 in der Villa Wartholz spricht Kaiserin Zita mit Wilhelm Cavallar von Grabensprung. Im Hintergrund befinden sich Anton von Léhar und Josef von Wächter, im Vordergrund steht Karl Ungár.

Wilhelm Freiherr Cavallar von Grabensprung (* 25. Februar 1889 in Aussig, Königreich Böhmen; † 20. Dezember 1957 in Wien, Republik Österreich) war ein Offizier der k.u.k. Armee. Er wurde im Ersten Weltkrieg mit dem Militär-Maria-Theresien-Orden ausgezeichnet.

## Leben

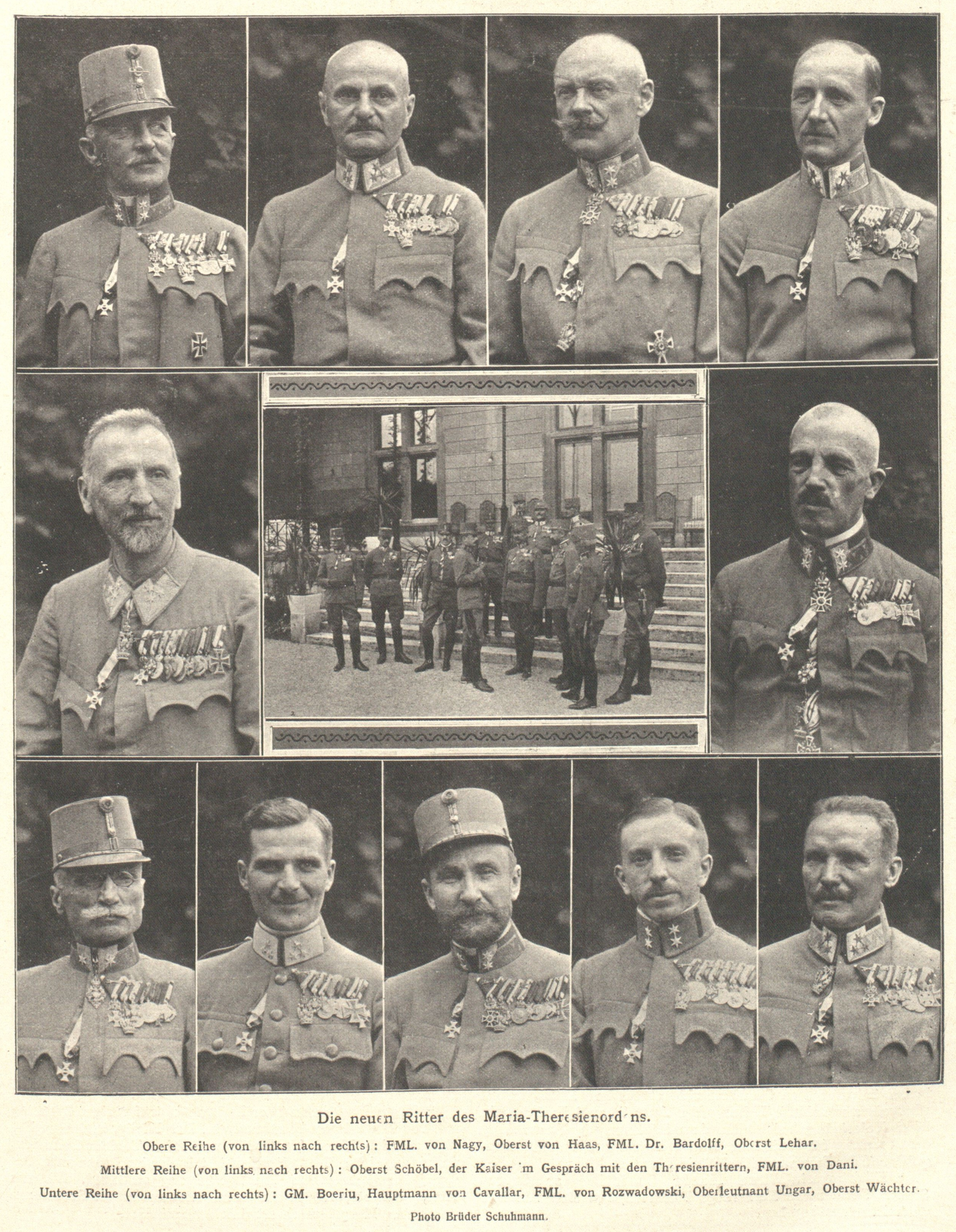
Verleihung des Maria-Theresien-Ordens während des Ersten Weltkrieges 1918 in der Villa Wartholz. Wilhelm von Cavallar ist unten als zweiter von links abgebildet.

Wilhelm Ritter Cavallar von Grabensprung entstammte einer altösterreichischen Offiziersfamilie und war Bruder des Feldpilots Ferdinand Cavallar von Grabensprung. Er besuchte die Militär-Unterrealschule in St. Pölten und die Militär-Oberrealschule in Mährisch-Weißkirchen. Nach seiner Ausbildung an der Theresianischen Militärakademie in der Burg in Wiener Neustadt wurde er 1909 zum Infanterieregiment Freiherr von König Nr. 92 in Komotau ausgemustert.
Zu Beginn des Ersten Weltkrieges hatte er den Dienstgrad eines Oberleutnants erreicht und war Kommandant der 13. Kompanie seines Regiments. Im Kampf gegen die serbische Timok-Division eroberte er mit seiner Einheit am 6. September 1914 bei Šašinci an der Save nahe Sremska Mitrovica eine serbische Batterie, deren Geschütze er kurzerhand umdrehen und die nahe serbische Kriegsbrücke unter Beschuss nehmen ließ. Durch die Zerstörung dieser Brücke trug er entscheidend zur Vernichtung der Timok-Division und zum Zusammenbruch der geplanten serbischen Offensive über die Save gegen österreichisch-ungarisches Gebiet bei.
Bald nach seinem erfolgreichen Einsatz erlitt er einen Bauchschuss. Nach seiner Genesung meldete er sich zur Fliegertruppe, wurde aber nach einer Reihe von Feindflügen als Beobachter bereits im Sommer 1915 in den Generalstabsdienst übernommen. Ab 1916 war er an der italienischen Front, zuletzt bei der 28. Infanterietruppendivision.
Nach dem Zusammenbruch Österreich-Ungarns im November 1918 wurde Cavallar als Major dem Oberbefehlshaber der Volkswehr zugeteilt. Nach dem Ende der Friedensverhandlungen kehrte er 1920 in seine Heimat, die nunmehrige Tschechoslowakische Republik, zurück, heiratete die Tochter des Textilfabrikanten Theodor Kern und betätigte sich in Landwirtschaft und Industrie in der Region um Iglau. Aus seiner Ehe entstammten drei Töchter: Marietta Freeman-Attwood, Dorothea Mason und Marie-Christine v. Cavallar. In der Tschechoslowakischen Armee wurde er als ethnischer Deutscher zum Infanteristen degradiert, erhielt allerdings 1938 seinen früheren Dienstgrad wieder.
Aufgrund der Beteiligung seiner selbst und seiner Tochter Marietta im tschechoslowakischen bzw. österreichischen Widerstand entkam Cavallar den Beneš-Dekreten. Im Jahr 1948 nach dem Februarumsturz enteignet und vertrieben, verbrachte er als Major a. D. seinen Lebensabend in Österreich. Sein Grab befindet sich auf dem Döblinger Friedhof in Wien.

## Auszeichnungen und Ehrungen

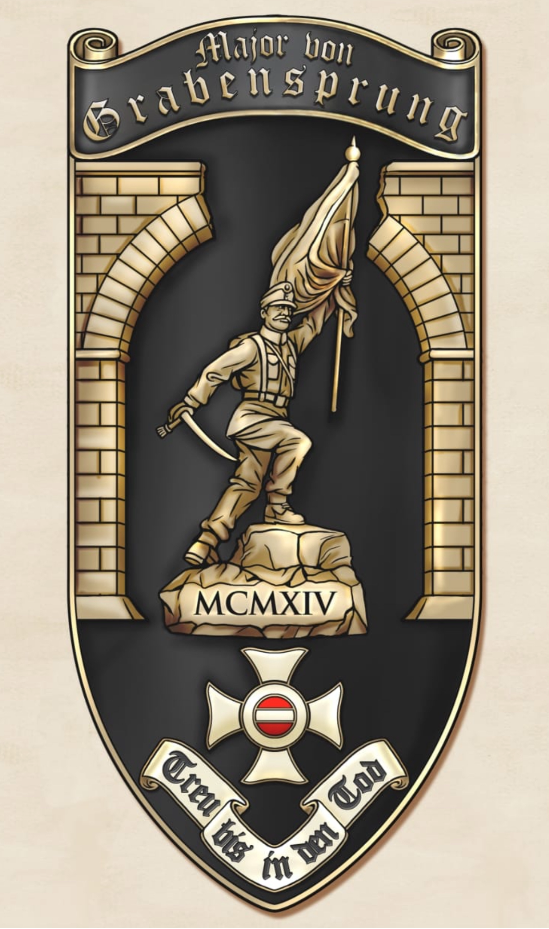
Abzeichen des Jahrgangs „Major von Grabensprung“.

Für die Zerstörung der Brücke bei Šašinci im September 1914 wurde er mit dem Ritterkreuz des Militär-Maria-Theresien-Ordens ausgezeichnet, das er zusammen mit zehn anderen Trägern am 17. August 1918 durch Kaiser Karl in der Villa Wartholz erhielt. Aufgrund der Ordensstatuten wurde Wilhelm Ritter Cavallar von Grabensprung außerdem in den erblichen Freiherrenstand erhoben. Am gleichen Tag des Vorjahres war auch Josef Lutschounig mit dem Maria-Theresia-Orden ausgezeichnet worden, ebenso wie Cavallar für Leistungen im Kampf gegen die Timok-Division am 6. September 1914 bei Šašinci. Cavallar war bereits 1914 für sein Wirken im Rahmen des Serbienfeldzugs der Orden der Eisernen Krone verliehen worden. Im Verlauf des Krieges wurden ihm weitere Auszeichnungen verliehen, wie etwa das österreichische Militärverdienstkreuz, die Militär-Verdienstmedaille, die Signum Laudis, das Karl-Truppenkreuz, das preußische Eiserne Kreuz oder der sächsische Albrechts-Orden.
Der Ausmusterungsjahrgang 2026 der Theresianischen Militärakademie zu Wiener Neustadt hat Wilhelm Cavallar von Grabensprung als Jahrgangspatron auserkoren und den Rufnamen „Major von Grabensprung“ gewählt. Ein Ölgemälde mit seinem Porträt befindet sich an der Theresianischen Militärakademie.
Auszug seiner Ordensspange:
|  |  |  |  |